# Костка, Хуберт
Ху́берт Е́жи Ко́стка (пол. Hubert Jerzy Kostka; 27 мая 1940, Ратибор) — польский футболист и футбольный тренер. Выступал на позиции вратаря. Один из лучших вратарей в истории польского футбола.
В составе сборной Польши становился чемпионом Олимпийских игр 1972 года.

## Карьера

### Клубная
Начал карьеру в молодёжном клубе «Марковице». В 1958 году стал игроком рацибужской «Унии», в её составе отыграл два года. Осенью 1960 года стал футболистом «Гурника» (Забже). В клубе провёл 14 сезонов, в течение которых принял участие в 301 официальном матче, в том числе в 221 игре чемпионата Польши. Вместе с «Гурником» Костка 8 раз выигрывал чемпионат и 6 раз — Кубок Польши, а также играл в финале Кубка кубков 1969/70, в котором «Гурник» со счётом 1:2 уступил английскому клубу «Манчестер Сити».

### В сборной
В сборной Польши дебютировал 15 апреля 1962 года в товарищеской встрече со сборной Марокко. В составе национальной команды становился победителем футбольного турнира Игр в Мюнхене. На турнире сыграл 6 матчей и пропустил 4 мяча.
После Олимпийских игр Костка сыграл лишь один матч за сборную, поучаствовав в крупной победе над чехословаками в Быдгоще (3:0) 15 октября 1972 года. Всего за сборную Польши провёл 32 матча, 3 из которых — в качестве капитана команды.

### Тренерская
После завершения игровой карьеры работал с молодёжными командами «Гурника». В 1976 году стал главным тренером команды из Забже и сразу же привёл её к бронзовым медалям чемпионата Польши. В следующем сезоне «Гурник» неожиданно вылетел во вторую лигу и Костка был уволен со своего поста. После того, как Костка привёл к победе в Экстраклассе «Шомберки», он вернулся в «Гурник» и дважды, в сезонах 1984/85 и 1985/86, выигрывал с ним чемпионство. В третий раз тренировал «Гурник» в 1994 году. Также возглавлял различные польские и швейцарские клубы.
В сборной Польши работал в качестве тренера вратарей, сначала в штабе Казимежа Гурского на чемпионате мира 1974 года, позже — с его преемниками Яцеком Гмохом и Антонием Пехничеком. Костка был кандидатом на должность главного тренера сборной Польши в 1989 году, но руководство Польского футбольного союза предпочло Анджея Стрейляу.
Авторитетный польский еженедельник Piłka Nożna трижды называл Костку лучшим тренером года в Польше.

## Достижения

### В качестве игрока

#### Клубные
- Чемпион Польши (8): 1961, 1962/63, 1963/64, 1964/65, 1965/66, 1966/67, 1970/71, 1971/72
- Обладатель Кубка Польши (6): 1964/65, 1967/68, 1968/69, 1969/70, 1970/71, 1971/72
- Финалист Кубка обладателей кубков: 1969/70

#### В сборной
- Олимпийский чемпион: 1972

### В качестве тренера
- Чемпион Польши (3): 1979/80, 1984/85, 1985/86
- Тренер года в Польше (3): 1979, 1980, 1985